# Marin Mustață
Marin Mustață (n. 3 martie 1954, București – d. august 2007, Luxemburg) a fost un scrimer român specializat pe sabie, apoi antrenor principal lotului olimpic a României.

## Carieră
A început să practice scrima la un club la Strada 23 August împreuna cu un prieten din copilărie, viitorul coleg de lot olimpic Cornel Marin. Apoi a devenit elevul antrenorilor Dumitru Mustață și Alexandru Nilca la CSA Steaua. A fost campion național de cinci ori la individual (1977, 1978, 1981, 1982, și 1984) și de 15 ori cu CSA Steaua. Cu echipa a României a fost laureat cu bronz la Montreal 1976 și Los Angeles 1984. În anul 1977 a devenit campion universitar pe echipe la Sofia și a cucerit medalia de argint pe echipe la Campionatul Mondial din 1977 de la Buenos Aires. Pentru aceste rezultate a fost numit maestru al sportului în 1982, apoi maestru emerit al sportului în 1994.
După ce s-a retras din competiție, a devenit antrenor de scrimă la CS Tractorul, apoi la lotul olimpic, unde i-a pregătit printre altele pe Alin Lupeică, Vilmoș Szabo, Daniel Grigore și Dan Găureanu, care s-au clasat pe locul 4 la Jocurile Olimpice din 1992 de la Barcelona și pe locul 3 la Campionatul Mondial din 1994 de la Atena. L-a selecționat pe Mihai Covaliu în lotul de seniori când el era încă foarte tânăr. 
A murit de un cancer pulmonar la vârsta de 53 de ani.

## Distincții
- Ordinul „Meritul Sportiv” clasa a III-a (18 august 1976) „pentru rezultatele deosebite obținute la Jocurile olimpice de vară de la Montreal – 1976, precum și pentru contribuția adusă la dezvoltarea activității sportive și la creșterea prestigiului sportului românesc pe plan internațional”[5]

## Legături externe
- Un campion de legendă, Marin Mustață, film de Olimpia Stavarache